# George Cavendish
För andra betydelser, se George Cavendish (olika betydelser).
George Cavendish, född 1500, död troligen 1562, var en engelsk författare och hovman, som tjänade kardinal Thomas Wolsey. Efter Wolseys död kunde Cavendish pensionera sig och blev känd för romanen som han då skrev, The Negotiations, som skildrade kardinalens liv.

## Familj

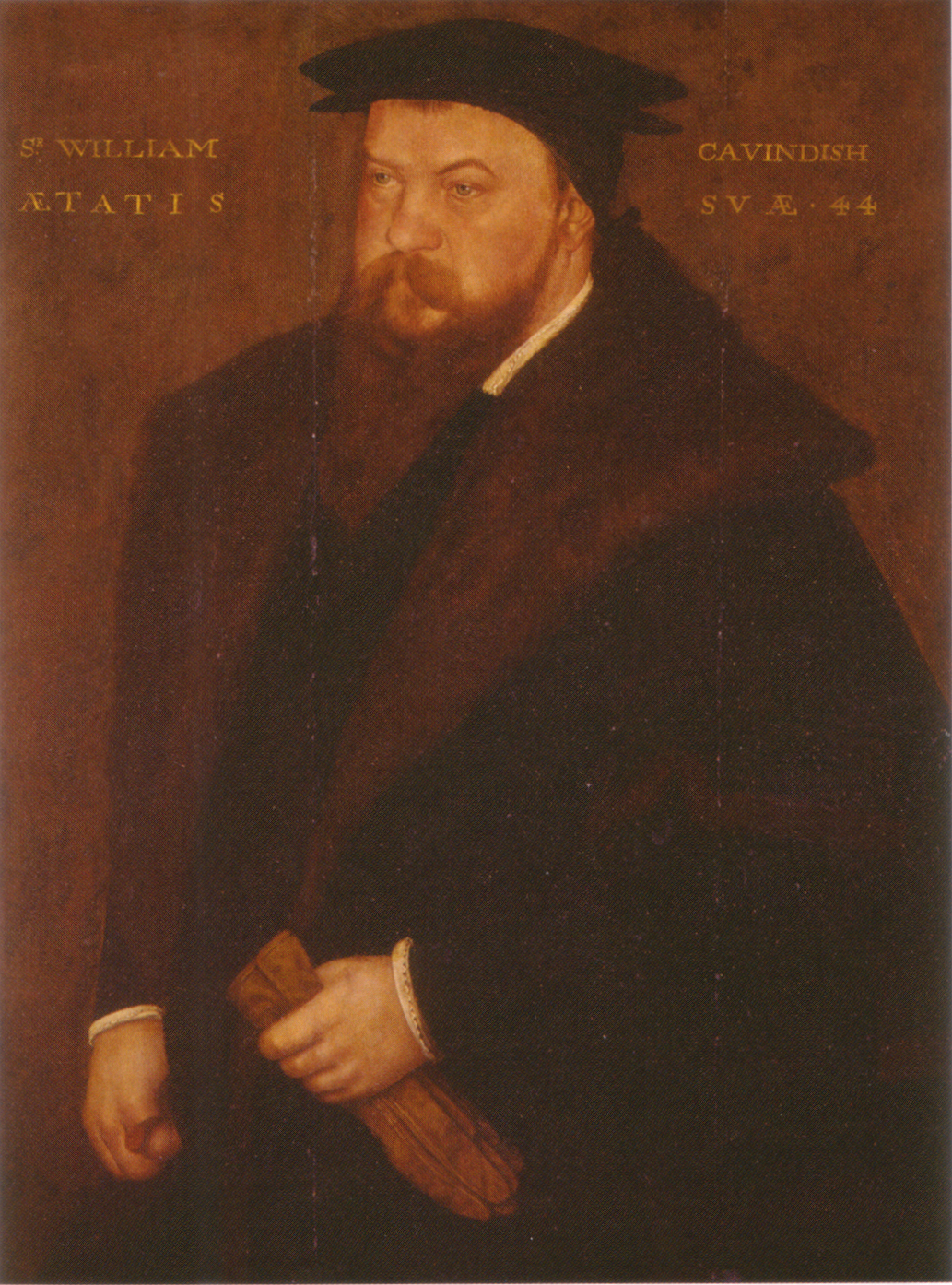
George Cavendishs bror, William Cavendish

George Cavendishs far var Thomas Cavendish (-1524) som hade anor från en berömd adelsfamilj och arbetade som sekreterare på finansdepartementet. Cavendish den äldre var gift med Alice Smith av Padbrook Hall. George Cavendish hade en yngre bror, William Cavendish, som också han var hovman.
Cavendish fru, Margery Kemp, var syskondotter till sir Thomas More. Paret gifte sig kort efter faderns död 1524. Cavendish fick vara ifrån sin familj långa tider på grund av sitt arbete.

## Tjänsten hos Thomas Wolsey
Cavendish började sitt arbete hos Thomas Wolsey före år 1526. Hans titel var gentleman-usher närmast motsvarande vad vi kallar privatsekreterare. Denna syssla upprätthöll han till Wolseys död 1529. Cavendish ägnade sig under dessa tre år helt åt kardinalens verksamhet. 
När Wolsey dog kallades Cavendish till kronrådet (motsvarande vårt begrepp regering) för att förhöras. Han var lojal mot Wolsey även när denne begick politiska misstag och förlorade kungens förtroende. Trots detta blev Cavendish inte dömd av kronrådet utan prisades för sitt vittnesmål som framfördes med stor värdighet och ärlighet. Rådet menade att han förtjänade ett gott liv, så han erhöll tillräckligt mycket pengar för att kunna pensionera sig redan vid 30 års ålder.

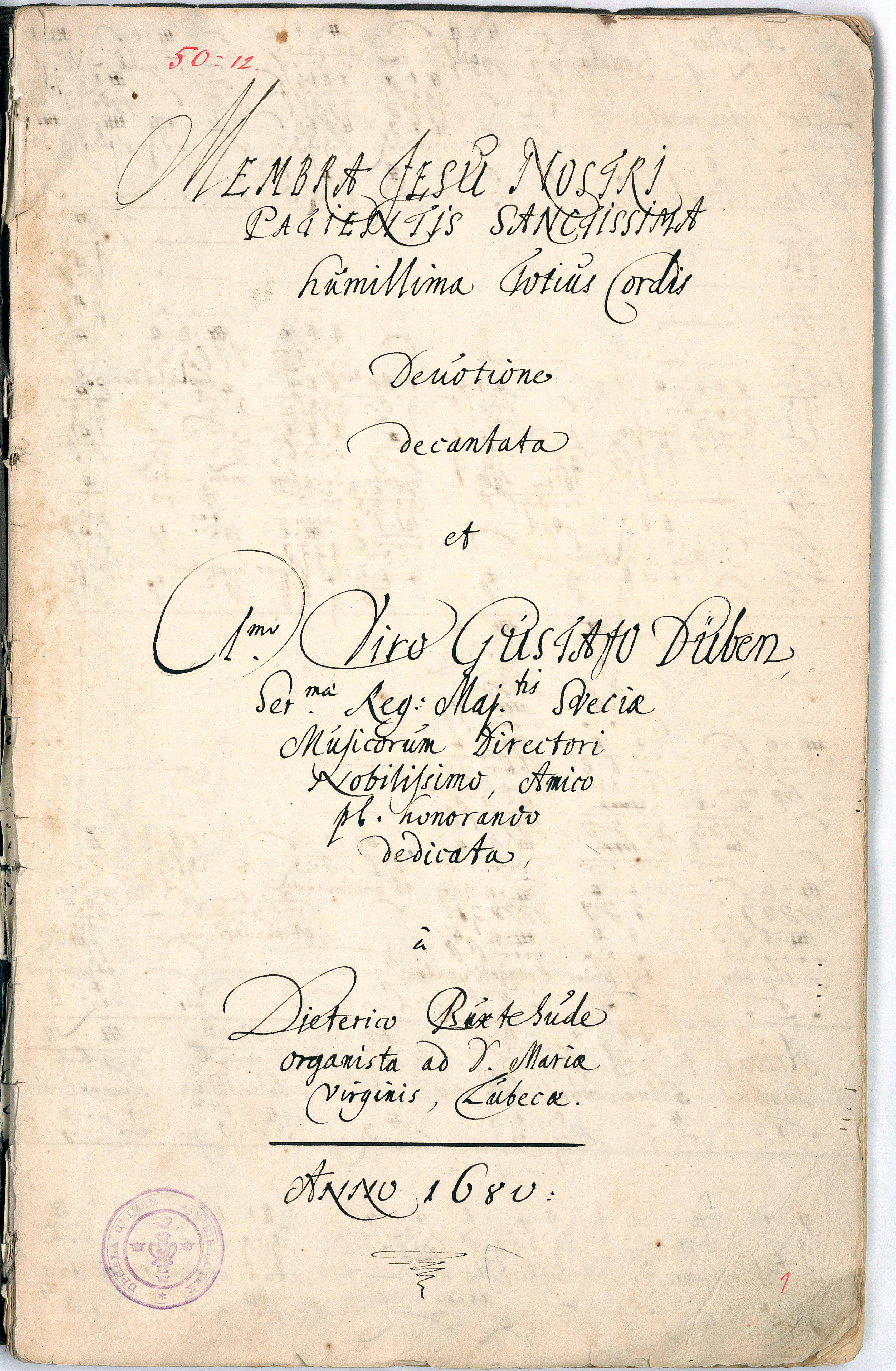
Handskriven text

## Livet efter anställningen hos Thomas Wolsey
George Cavendish flyttade till Glemsford i West Suffolk, år 1530. Efter att ha kommit till ro i sin nya situation fördjupade sig Cavendish i de anteckningar han gjort om Wolsey och dennes liv. Under den period han arbetat hos kardinalen hade han fört noggranna anteckningar. Cavendish renskrev dessa anteckningar och bearbetade dem så att de blev en sammanhängande text om Wolsey. 1557 var boken klar, men den kom inte publiceras i Cavendishs livstid. Elisabeths tronbestigning ska ha förhindrat detta. Däremot cirkulerade några handskrivna exemplar och ett av dessa hamnade hos Shakespeares. Shakespeare kom att använda skildringen som inspiration till sin pjäs Henrik VIII. En av recensenterna av pjäsen menade att Shakespeare endast hade förvandlat Cavendish ord till poesi.
Boken publicerades i tryckt form år 1641, men i en felaktig version. Boken hette The Negotiations, och det är den versionen George Cavendish än idag är ihågkommen för. En del av den ursprungliga texten utkom 1810 och en utökad version publicerades 1815. Länge - de facto även när den sista versionen utkom - trodde man att det var Cavendish bror, William, som hade skrivit boken. Joseph Hunter motbevisade detta och försäkrade därigenom att det blev George som rätteligen skulle bli förknippad med boken och inte hans bror.

### Webbkällor
- George Cavendish The 1911 Edition Encyclopedia
- https://web.archive.org/web/20050816203432/http://www.wordiq.com/definition/George_Cavendish